# Tacaratu
Tacaratu är en kommun i Brasilien.   Den ligger i delstaten Pernambuco, i den östra delen av landet, 1 300 km nordost om huvudstaden Brasília. Antalet invånare är 22 073.
Omgivningarna runt Tacaratu är huvudsakligen savann. Runt Tacaratu är det ganska glesbefolkat, med 31 invånare per kvadratkilometer.